# David Unsworth
David Gerald Unsworth (* 16. Oktober 1973 in Chorley) ist ein ehemaliger englischer Fußballspieler. Als robuster Defensivakteur war „Rhino“, wie er aufgrund seiner dynamischen Vorstöße mit dem Ball am Fuß genannt wurde, zunächst häufig in der Innenverteidigung zu finden und wechselte später auf die linke Seite – sowohl in der Funktion des Außenverteidigers als auch im Mittelfeld. Größter Erfolg war 1995 der Gewinn des FA Cups mit dem FC Everton, für den er mit kurzer Unterbrechung 302 Premier-League-Partien bestritt und bis heute vereinsinterner Rekordhalter in dieser Kategorie ist. Zuletzt arbeitete er als Cheftrainer des Fünftligisten Oldham Athletic.

## Profikarriere

### Im Verein

#### FC Everton, Teil 1 (1991–1997)
Nachdem er in der U-13-Mannschaft von Preston North End gespielt hatte, unterzeichnete Unsworth im Alter von 14 Jahren einen Schülervertrag beim FC Everton. Erstmals in deren ersten Mannschaft kam er am 25. April 1992 in der damals noch First Division genannten höchsten englischen Spielklasse zum Zug und schoss nach seiner Einwechslung den späten 3:3-Ausgleich gegen Tottenham Hotspur. Nach weiteren sporadischen Einsätzen in den beiden folgenden Jahren gelang ihm der sportliche Durchbruch in der Saison 1994/95 unter Trainer Joe Royle. Auf der Innenverteidigerposition neben dem erfahrenen Dave Watson überzeugte er durch Athletik und Kopfballstärke und zeigte sich darüber hinaus technisch vergleichsweise anspruchsvoll und antrittschnell, wodurch er sich häufig Vorteile in Duellen mit den gegnerischen Stürmern verschaffte. Krönung der konstant guten Saison war neben einem A-Länderspiel für England nach einem überraschenden 1:0-Endspielsieg gegen Manchester United der Erfolg im FA Cup. In der Folgezeit übernahm der „Linksfuß“ häufiger die Rolle des Linksverteidigers anstelle von Andy Hinchcliffe und wenngleich er mit Watson häufig ein zuverlässiges Innenverteidigerpaar bildete, sich mit fünf Treffern – zumeist mittels Elfmeter – torgefährlich zeigte und vor allem in der Dreier-Abwehrkette die linke Seite gut bekleidete, schien den Verantwortlichen in Everton die genaue Verwendung für Unsworth unklar. Anfang August 1997 kam mit Howard Kendall ein neuer Trainer zu den „Toffees“ und dieser ließ Unsworth bereits wenige Tage später im Tausch mit Danny Williamson zu West Ham United ziehen.

#### West Ham United, Aston Villa (1997–1998)
Obwohl Unsworth im Osten Londons mit guten Auftritten an die Leistungen der Saison 1994/95 erinnerte und zwei Tore zu Siegen gegen den FC Chelsea sowie Crystal Palace beisteuerte, fühlte sich Unsworth fernab der Familie unwohl und strebte eine Rückkehr in den englischen Norden an. Er wechselte für eine Ablösesumme von drei Millionen Pfund Ende Juni 1998 zunächst zu Aston Villa, bevor er herausfand, dass sein alter Klub aus Everton – Kendall hatte den Klub mittlerweile wieder verlassen und war durch Walter Smith ersetzt worden – Interesse an einer erneuten Verpflichtung gehabt hatte. Villas Trainer John Gregory reagierte zornig, ob der schwankenden Haltung, die Unsworth angesichts dieser Avancen seines alten Klubs eingenommen hatte und nicht einmal zwei Monate später stimmte er einem Weiterverkauf für exakt die drei Millionen Pfund zu, die zuvor an West Ham gezahlt worden waren. Für die „Villans“ hatte Unsworth dabei nur eine einzige Partie im Dress der Reservemannschaft absolviert.

#### FC Everton, Teil 2 (1998–2004)
Nach seiner Rückkehr zum Wunschverein knüpfte Unsworth nahtlos an die gute Form bei den „Hammers“ an, zeigte sich defensiv stabil und demonstrierte erneut seine Vielseitigkeit, als er auf dem Höhepunkt der Evertoner Verletzungsmisere längere Phasen im defensiven Mittelfeld durchlief. In dieser Rolle agierte er auch im FA-Cup-Viertelfinale gegen Newcastle United und erzielte per Weitschuss ein spektakuläres Tor, das jedoch angesichts der 1:4-Niederlage nur ein Ehrentreffer war. Als „Elfmeterspezialist“ war Unsworth in der Saison 1999/2000 mit neun Treffern hinter Kevin Campbell zweitbester Torschütze des FC Everton; zusätzlich führte er die Mannschaft im August 1999 an der White Hart Lane in Tottenham erstmals als Kapitän an. Über die linke Position in der Dreierabwehrkette kam er spätestens in der anschließenden Spielzeit 2000/01 häufiger als sogenannter offensiver „Wing-back“ – eine Art offensiver Außenverteidiger, der im 3-5-2-System auch dem Mittelfeld zugeordnet werden kann – zum Zuge, wobei ihm auf dieser laufintensiven Position seine überdurchschnittlich guten Fitnesswerte zugutekamen. Dennoch hatte im Abstiegskampf auch Unsworth mit einer Formschwächen zu kämpfen, bevor er dann in der entscheidenden Phase mit vier Toren in sechs Partien maßgeblich den Klassenerhalt mitverantwortete.
Endgültig im linken Mittelfeld angekommen war Unsworth schließlich, als David Moyes in der Saison 2001/02 die sportliche Leitung übernahm. Bereits nach 27 Sekunden schoss er das erste Tor unter der Regentschaft des neuen Trainers und in der anschließenden Woche folgte der nächste von insgesamt drei Ligatreffern. Das „Positionen-Wechselspiel“ ging weiter und nun wieder zumeist als linker Außenverteidiger übertraf Unsworth in der Saison 2002/03 die 300-Pflichtspiele-Marke für Everton und stellte darüber hinaus den vereinsinternen Rekord von 23 verwandelten Elfmetern ein. Da die Vereinsführung des FC Everton den zum Ende der Saison 2003/04 auslaufenden Vertrag von Unsworth nur um ein Jahr verlängern wollte, dieser aber eine längere Laufzeit anstrebte, war diese Spielzeit Unsworth letzte in Liverpool. Dabei agierte er wieder häufiger auf seiner anfänglichen Position in der Innenverteidigung, bevor ihn die Rückkehr von Joseph Yobo auf die Ersatzbank verbannte. Nachdem er auch in Bezug auf die Premier-League-Einsätze für Everton die 300 überschritten hatte, wechselte er im Juli 2004 ablösefrei zum FC Portsmouth.

#### Letzte Karrierestationen (2004–2009)
Bei dem von Harry Redknapp betreuten Erstligakonkurrenten bekleidete Unsworth diverse Positionen in Abwehr und Mittelfeld, war dabei aber vornehmlich Innenverteidiger. Als Redknapp im November 2004 von seinem Posten zurücktrat und Nachfolger Velimir Zajec wenig Gefallen an dem Neuling fand, lieh in „Pompey“ Ende Januar 2004 für die restlichen Saisonspiele an den Zweitligisten Ipswich Town aus, wo Unsworths Joe Royle –„Mentor“ aus früheren Tagen – die Leitung innehatte. Dort schoss er nicht nur auf Anhieb im ersten Spiel gegen Sheffield United ein Tor, sondern stabilisierte bei insgesamt 16 Ligaauftritten mit seiner „Präsenz“ den Abwehrverbund erheblich. Da die Leihfrist nicht die Play-off-Spiele beinhaltete, endete das Kurzengagement nach Ablauf der Meisterschaftsrunde.
Nächste Station war ab der Saison 2005/06 Sheffield United. Bei den „Blades“, die ebenfalls in der zweiten Liga „kickten“, war ein weiteres Mal seine Erfahrung und Ruhe in der Defensivarbeit gefragt. Obwohl mittlerweile die Schnelligkeit im fortgeschrittenen Fußballeralter nicht mehr zu den Stärken zählte, bereitete er bei Standardsituation gegnerischen Abwehrverbünden immer noch Probleme und überzeugte in Sheffield speziell im Zusammenspiel auf der linken Seite mit Chris Armstrong. Über die Vizemeisterschaft stieg er am Ende mit dem Klub in die Premier League auf. Zurück in der höchsten englischen Spielklasse, bestritt Armstrong als offensiver Außenverteidiger noch fünf Partien, bevor die schnelleren Chris Armstrong und Derek Geary die Position unter sich ausmachten. Unsworth besaß somit keine Perspektive mehr im Kader und wechselte daraufhin Anfang Januar 2007 ablösefrei zum Erstligakonkurrenten Wigan Athletic. Bei den „Latics“ war Unsworth nach der schweren Verletzung von Steve McMillan vornehmlich Ersatzmann und Absicherung für Linksverteidiger Leighton Baines und half dazu in der Innenverteidigung aus. Das einzige Tor in zehn Ligaspielen gelang ihm ausgerechnet gegen den Ex-Klub aus Sheffield und sein persönlich 50. Treffer – bezeichnenderweise per Elfmeter – stellte gleichzeitig den Klassenerhalt sicher. Trotzdem wurde sein zum Saisonende auslaufender Vertrag nicht verlängert.
In den letzten beiden aktiven Profijahren bis 2009 war Unsworth weiter Ergänzungsspieler. In der Saison 2007/08 half er beim Zweitligisten FC Burnley auf diversen Abwehrpositionen im Falle anderweitiger Verletzungen oder Sperren aus und kam dabei in etwas mehr als der Hälfte der Spiele zum Einsatz. Obwohl ihm dann zum Ende der Spielzeit eine Vertragsverlängerung angeboten wurde, die auch die Möglichkeit zum späteren Wechsel ins Trainerfach bot, wechselte er im Sommer 2008 ein letztes Mal den Verein. Beim drittklassigen Huddersfield Town ließ er seine Karriere mit vier Ligaspielen ausklingen; ein verschossener Elfmeter gegen den FC Millwall sorgte dafür, dass er sich von dort ohne Tor verabschiedete.

### Englische Nationalmannschaft
Unsworth spielte zwischen 1994 und 1995 insgesamt sieben Mal für die englische U-21-Auswahl und machte am 3. Juni 1995 im Wembley-Stadion sein einziges A-Länderspiel für England gegen Japan, als sich in dem Freundschaftsspiel noch weitere Debütanten wie Gary Neville und Stan Collymore beweisen durften.

## Nach der aktiven Karriere
Im Anschluss an seinen Rücktritt als aktiver Spieler im April 2009 wechselte Unsworth ins Trainerfach. Dazu heuerte ihn Preston North End zunächst als Betreuer im Jugend- und Entwicklungsbereich an. Nach dem Weggang von Alan Irvine folgte die Beförderung in den Trainerstab der ersten Mannschaft und als Ende 2010 Cheftrainer Darren Ferguson entlassen wurde, betreute er die Profimannschaft interimistisch bis zur Verpflichtung von Nachfolger Phil Brown im Januar 2011. Ende 2011 übernahm er abermals interimistisch den Trainerposten bei Preston, nach der Verpflichtung von Graham Westley im Januar 2012 verließ er den Klub.
Im Dezember 2012 übernahm Unsworth die Leitung des Nachwuchsbereichs bei Sheffield United, nach der Entlassung von Danny Wilson war er ab April 2013 unter Chris Morgan bis Saisonende Co-Trainer bei Sheffields Profimannschaft. Im August 2013 verließ er Sheffield und wurde wenig später als Co-Trainer der U23-Mannschaft des FC Everton vorgestellt. Nach dem Abgang von Alan Stubbs in der darauffolgenden Sommerpause, rückte Unsworth zum Cheftrainer des U23-Teams auf, eine Rolle, die er bis Sommer 2022 innehatte. Zweimal übernahm er in dieser Zeit interimistisch Evertons Premier-League-Team. Am letzten Spieltag der Saison 2015/16 betreute er das Team nach dem Abgang von Roberto Martínez, im Oktober 2017 übernahm er das Team nach der Entlassung von Ronald Koeman erneut für einige Spiele. Im April 2022 wurde sein Abgang bei Everton verkündet, da Unsworth den Cheftrainerposten einer Profimannschaft übernehmen wolle. Mit dem U23-Team Evertons gewann er 2017 und 2019 die Premier League 2, 2019 zudem auch den Premier League Cup.
Mitte September 2022 wurde er als neuer Cheftrainer des Fünftligisten Oldham Athletic vorgestellt. Nach einer Serie von sieben sieglosen Spielen wurde er Mitte September 2023 auf dem drittletzten Tabellenplatz liegend entlassen.

## Titel/Auszeichnungen
- FA Cup: 1995
- Charity Shield: 1995